# Parque nacional Washpool
El parque nacional Washpool es un parque nacional en Nueva Gales del Sur, Australia, 516 km al norte de Sídney. El parque tiene una extensión de 568,78 km², tiene dos lugares de acampada y está administrado por Parques nacionales y Servicio de la Vida Silvestre de Nueva Gales del Sur. Fue establecido en 1983 para preservar las importantes poblaciones de plantas y animales que se encuentran en los bosques de Washpool y Gibraltar Range.
Forma parte de la denominación conjunta Bosques húmedos Gondwana de Australia, clasificado como Patrimonio de la Humanidad en Australia en 1986 y se unió a la Lista de Patrimonio Nacional Australiano en 2007.